# Cirey-lès-Mareilles
Cirey-lès-Mareilles ist eine französische Gemeinde mit 152 Einwohnern (Stand 1. Januar 2022) im Département Haute-Marne in der Region Grand Est (vor 2016 Champagne-Ardenne). Sie gehört zum Arrondissement Chaumont und zum Kanton Bologne.

## Geographie
Cirey-lès-Mareilles liegt etwa 14 Kilometer ostnordöstlich von Chaumont. Umgeben wird Cirey-lès-Mareilles von den Nachbargemeinden Andelot-Blancheville im Norden, Bourdons-sur-Rognon im Süden und Osten, Mareilles im Westen und Südwesten sowie Chantraines im Nordwesten.

## Bevölkerungsentwicklung
| Jahr                       | 1962 | 1968 | 1975 | 1982 | 1990 | 1999 | 2006 | 2011 | 2019 |
| Einwohner                  | 167  | 135  | 120  | 107  | 109  | 101  | 119  | 127  | 145  |
| Quellen: Cassini und INSEE |      |      |      |      |      |      |      |      |      |

## Sehenswürdigkeiten

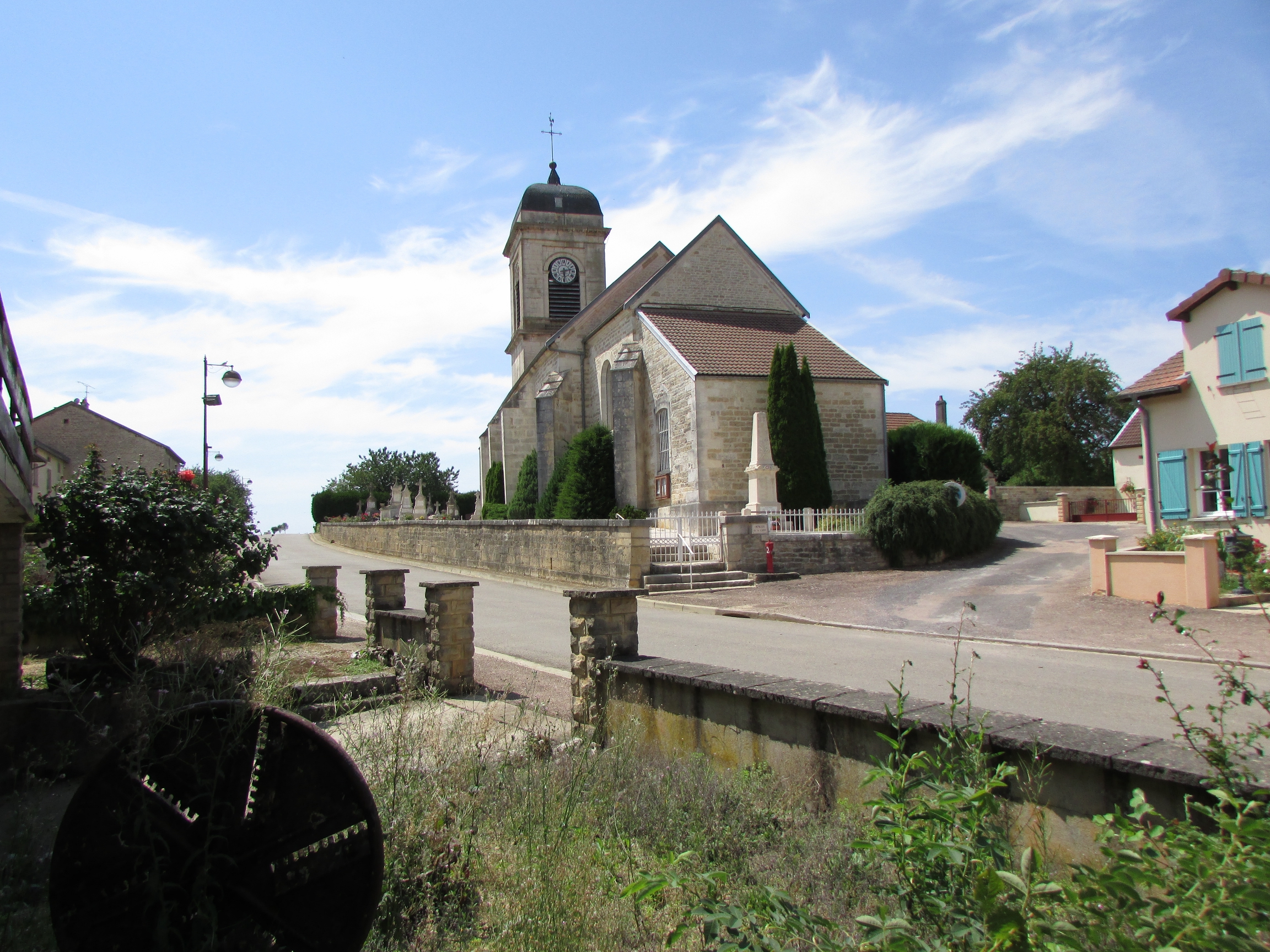
Kirche Saint-Martin
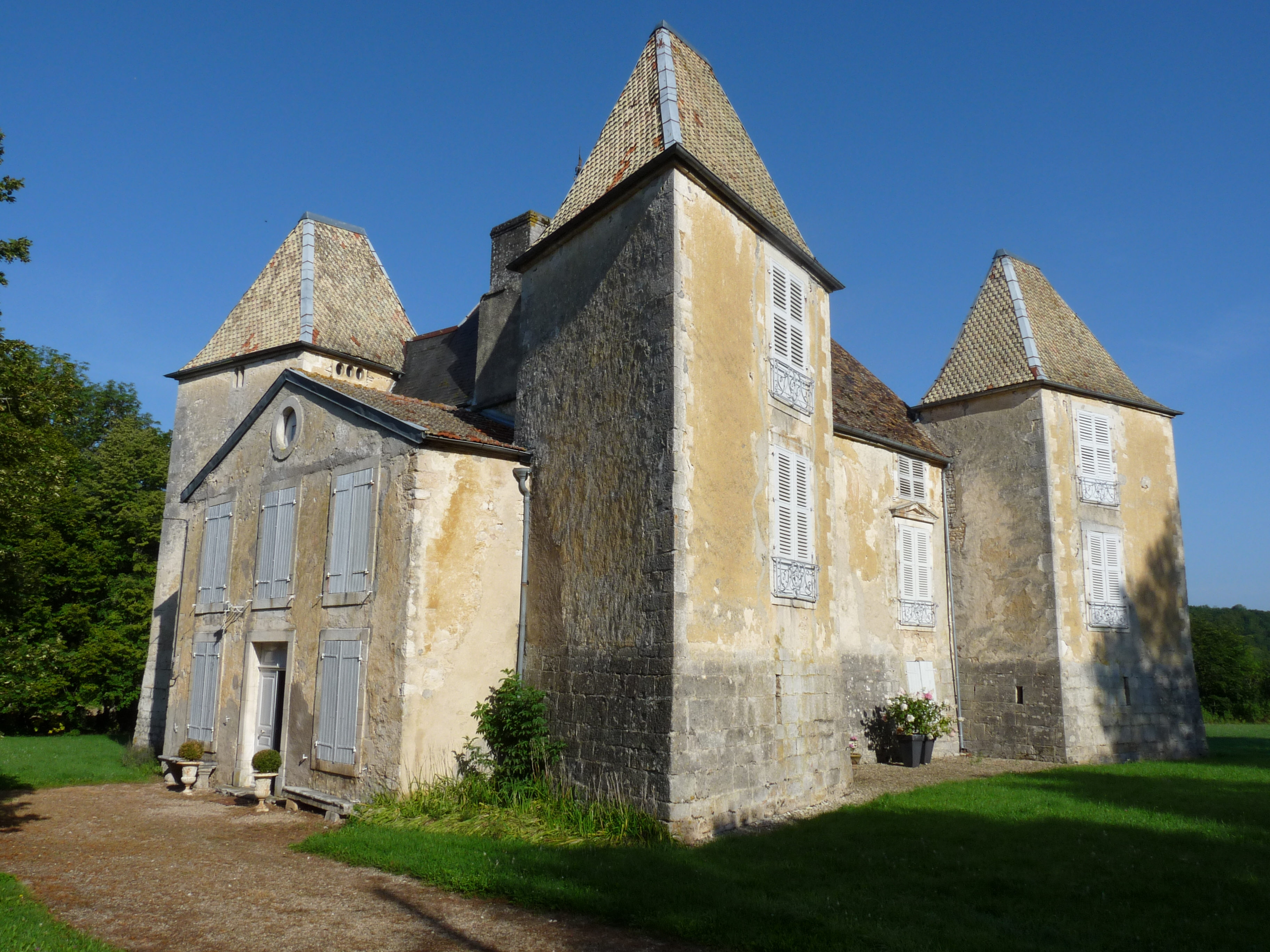
Schloss Morteau

- Kirche Saint-Martin
- Schloss Morteau